# 三輪高市麻呂
三輪 高市麻呂（みわ の たけちまろ）は、飛鳥時代の人物。氏は大三輪・大神とも表記される。姓は君のち朝臣。父は文屋君。
天武天皇元年（672年）の壬申の乱の際、大海人皇子（天武天皇）の側について戦い、箸陵（箸墓古墳）と中つ道の戦いで活躍し、大海人側の勝利に貢献した。のち、持統天皇6年（692年）には農事に行幸しようとする持統天皇を自らの官職をかけて諫める等、天武・持統・文武の三天皇に仕え、従四位上・左京大夫に昇った。贈従三位。

## 経歴
奈良盆地の三輪山麓を本拠とした氏族である三輪氏の一族の三輪利金の子として生まれた。弟に安麻呂・狛麻呂、妹に豊嶋がいる。
天武天皇元年（672年）の壬申の乱の勃発時、高市麻呂は朝廷に官職を得ず、倭（大和国）で形勢を観望していたらしい。大伴吹負が6月29日に倭京を襲ってそこにあった大友皇子側の軍の指揮権を奪取すると、三輪君高市麻呂は吹負の下に入って戦った。7月に入ると犬養五十君が率いる敵との会戦で、高市麻呂は置始菟と共に右翼の部隊を率いた。彼らはまず箸陵（箸墓古墳）で前面の敵を破り、中軍のいる中つ道に回りこみ、吹負の本営に迫っていた廬井鯨の軍の背後を断ち、これを敗走に追い込んだ。
天武天皇13年（684年）11月1日に、大三輪君ら52氏は朝臣の姓を授かった。朱鳥元年（686年）9月28日、天武天皇の葬儀に際し、直大肆（従五位上に相当）であった高市麻呂は理官の事を誄した。
持統天皇6年（692年）2月19日に、中納言直大弐（従四位上に相当）の高市麻呂は、上表して諫言し、天皇が伊勢国に行幸して農事を妨げることを中止するよう求めた。3月3日に行幸の留守官が任命されると、高市麻呂は冠位を脱いで天皇に差し出し、「農作の節に車駕を動かすべきではない」と重ねて諫めた。天皇は聞き入れず、6日に発って伊勢に行き、20日に帰ったが、かわりに随行した人と労役した人のその年の調役を免じた。これより後、『日本書紀』中に高市麻呂への言及はなく、『続日本紀』で任官記録が残されている大宝2年（702年）のまでの動静は不明である。ただし、両書ともこの時期の中級官人の動向を漏らさず伝えるようには編纂されていないので、高市麻呂が官を辞したのか留まったのかはわからない。
大宝2年（702年）1月17日、従四位上の位にあり、長門守に任じられた。大宝3年（703年）6月5日左京大夫。慶雲3年（706年）2月6日、左京大夫従四位上を極官として卒去。死後、壬申の乱における功により従三位を贈られた。
『懐風藻』に「五言従駕応詔一首」の詩、『万葉集』・『歌経標式』に作歌がある。

## 系譜
- 父：三輪利金
- 母：高市連安人の女[2]
- 妻：大津連の女[2]
  - 男子：大神忍人 - 子孫は大神神社社家
  - 男子：大神興志 - 子孫は三輪若宮神官

高市麻呂の子孫は大神神社の社家となり、室町時代以降高宮家を称して、代々大神神社の神主を務めた。